# Jens Christian Grøndahl

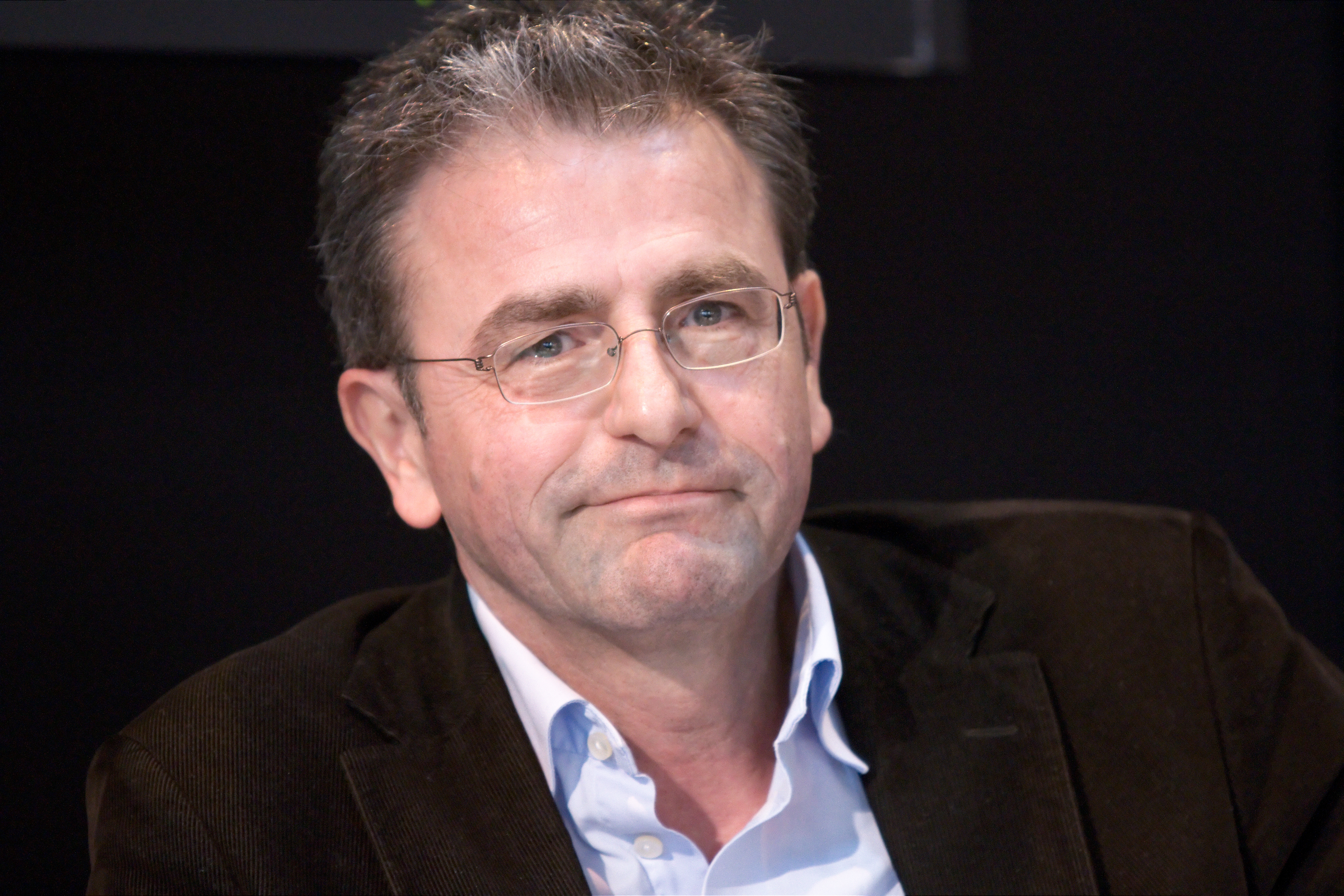
Jens Christian Grøndahl

Jens Christian Grøndahl, född 9 november 1959 i Lyngby, är en dansk författare.
Grøndahl ingick i kommittén för urvalet till Danmarks kulturkanon inom litteratur.